# Crash Bandicoot 2: Cortex Strikes Back
Crash Bandicoot 2: Cortex Strikes Back, udgivet i Japan som Crash Bandicoot 2: Counterattack of Cortex! (クラッシュ・バンディクー2 コルテックスの逆襲! Kurasshu Bandikū Tsū: Korutekkusu no Gyakushū!) er et platformspil og efterfølgeren til Crash Bandicoot. Det blev udviklet af Naughty Dog og udgivet af Sony Computer Entertainment til PlayStation konsollen og blev udgivet i Europa i december, 1997.
Spillet finder endnu engang sted på de tre øer kendt som Wumpa Islands, hvor man følger hovedpersonen Crash. Crash bliver kidnappet af seriens skurk, Doctor Neo Cortex, der umiddelbart har forandret sig og nu vil hjælpe med at rede verden. Crash bliver derefter smidt rundt mellem forskellige dele af de tre øer, hvor han samler Krystaller, som Cortex påstår han skal bruge til at rede planeten med. Han får hjælp af sin søster, Coco, der er mistænksom over Cortexs rigtige intentioner, og delvis også af Doctor Nitrus Brio, der forsøger at overbevise Crash til at samle Diamanter i stedet for Krystaller.
Den 26. juli 2007 blev spillet tilgængeligt til download på PlayStation Network, hvor det kunne spilles på både PSP og PS3. Ligesom MediEvil og Spyro 2: Gateway to Glimmer blev det dog fjernet en uge senere grundet tekniske problemer.

## Gameplay
Crash Bandicoot 2's gameplay er stort set det samme som i dens forgænger. Spilleren skal bevæge sig gennem begrænsede områder, mens der smadres kasser, der oftest indeholder en form for bonus. Smadre man alle kasserne på en bane bliver man belønnet med den banes diamant. Spilleren kan samle yderligere grå og farvede diamanter ved at finde, og derefter samle dem op. Samler spilleren alle diamanterne aktiveres spillets hemmelige, og rigtige slutning.
Crash har forskellige muligheder for at bevæge sig: Hop, snurre-angreb, body slam, glidetakling, dukke sig, og et ekstra højt hop, hvilket udføres ved først at glide eller dukke sig, og derefter hoppe. I spillet forgænger var det ikke muligt at bruge hverken glidetakling eller body slam (der begge bruger O-tasten), da både firkant- og O-tasten blev brugt til at snurre rundt. Træder man på en platform med et spørgsmålstegn, bliver Crash først til en bonusbane. Yderligere findes der et hemmeligt Warp Room med fem ekstra baner. Disse aktiveres individuelt ved, at man træder på specielle steder i fem andre baner, hvilket sender en til dette Warp Room.
Hvis det lykkes spilleren at nå til et specielt sted på nogle baner, uden at have mistet nogen liv, vil man kunne hoppe op på en platform med et billede af et kranie, eller to knogler på den. Dette fører Crash til en anden del af banen, der kan indeholde specielle kasser og hemmeligheder, der ikke kan findes på resten af banen. De fleste af disse baner har en diamant ved vejens ende, der ikke er den man får for at ødelægge alle kasserne.

### Omgivelser
Omgivelserne i Crash Bandicoot 2 er varierede, og rækker fra skov/jungle/strand baner fra N. Sanity Island, til det snefyldte landskab fra Wumpa Island's bjerge, såvel som fra Cortex Island's kloaksystemer, til områderne i Cortexs Space Station, som man er nødt til at navigere sig vej igennem ved hjælp af en jetpack. De tre nævnte øer udgør tilsammen Wumpa Islands fra det første spil, og er de første 20 baner fra spillet, samt de fem hemmelige baner. De sidste fem baner finder sted i den nye Cortex Space Station.
Junglebanerne var originalt planlagt til at have tåge ved jorden, men denne ide blev droppet, da magasiner og offentligheden begyndte at anklage andre spiludviklere for at bruge tåge til at skjule polygoner. Snebanerne er blevet nogle af de bedst huskede blandt fans, da de indeholdt en del effekter så som faldende sne og reflekterende is.

### Figurer
Selvom Crash bevæger sig rundt på banerne alene, modtager han dog beskeder i Warp Roomene fra Doctor Neo Cortex, hans søster Coco, og Cortex' tidligere "højre hånd", Doctor Nitrus Brio. Spillet introducere også Doctor N. Gin som Cortex' nye højre hånd, mens den også markere Ripper Roo's tilbagevenden, samt introducere tre nye fjender: Komodo Brødrene Joe og Moe, og den muskuløse tiger, Tiny Tiger.

## Historie

### Baggrund
Det originale Crash Bandicoot fandt hovedsageligt sted på Wumpa Islands, sydøst fra Australiens kyst. Under et eksperiment, hvor Neo Cortex og hans assistent Nitrus Brio forsøger at lave en general til Neo's "Cortex Commandoes", skaber de Crash. Men da Crash sættes ind i den ufærdige Cortex Vortex, blev han dømt til at være en fejl, og flygtede fra Cortexs slot. Før de nåede at fortsætte deres eksperimenter på den kvindelige Bandicoot, Tawna, vente Crash tilbage til slottet, redede hende, og forsøgte at flygte ved hjælp af Cortexs luftballon. I et sidste forsøg på at stoppe Crash, ender Cortex med at begå en fejl og styrter ned. Crash når derfor at flygte sammen med Tawna, og Cortex ser ud til at have set sin undergang.

### Intro
Crash Bandicoot 2's historie fortsætter præcis hvor dens forgænger stoppede.
Cortex ses falde ned fra luftballonen, men til stor overraskelse overlever han faldet, og lander i grotte. I al sin elendighed for han pludselig øje på en stor lilla krystal, som viser sig at være brugbar til hans fremtidige planner.
Kun et år senere har han fået sig en ny assistent ved navn N. Gin, og fået bygget den store Cortex Space Station. Efter nærmere studier af krystallen, viser det sig at de kun har fået fat i "Master Crystal", og har brug for yderligere 25 "Slave Crystals" for at kunne generere nok energi til Cortexs planner. De resterende 25 krystaller er spredt ud over Wumpa Islands, og da Cortex ikke har nogle allierede, fanger han Crash. Han overbeviser ham om at han bliver nødt til at samle alle krystallerne, og lover at han vil bruge dem i et forsøg på at rede verden.
Da Crash ved et tilfælde får fat i en diamant, bliver han imidlertid kontaktet af Doctor Nitrus Brio, der prøver at overbeviser Crash til at stoppe indsamlingen af krystaller og i stedet samle alle diamanterne. Han påstår at Cortex er den rigtige fjende, og at han ved hjælp af kræften fra alle diamanterne kan starte en kæmpe laserstråle, og skyde Cortexs Space Station ned.

### Konklusion
Efter at have samlet alle krystallerne har Crashes søster, Coco, regnet Cortexs rigtige planer ud, og hun kontakter ham hurtigt, og forklarer ham situationen. Derfor når Crash at stoppe Cortex i tide, og derved kan alt ånde frem og ro igen. Coco undre sig i mellemtiden over hvad der mon skete med Cortex Space Station, der stadig flyver ude i rummet.
Efter også at have samlet alle diamanterne besvares hende svar dog. For før Cortex kan nå at genoprette sine planer gør N. Brio præcis hvad han lovede Crash. Han retter sin laserkanon mod rumstationen, og ved hjælp af energien fra diamanterne skyder han den ned.
Med rumstationen ude af billedet tror alle at alt er godt igen, men denne begivenhed er dog hvad der starter en lang række af andre begivenheder i det efterfølgende spil, Crash Bandicoot 3: Warped.